# Marco Bianchi (architetto)
Marco Bianchi, oppure Marco Antonio Bianchi o Marco Bianchini o Bianchi da Romano o Marco Bianco (Roma, circa 1690 – Milano, circa 1750), è stato un architetto italiano.

## Biografia

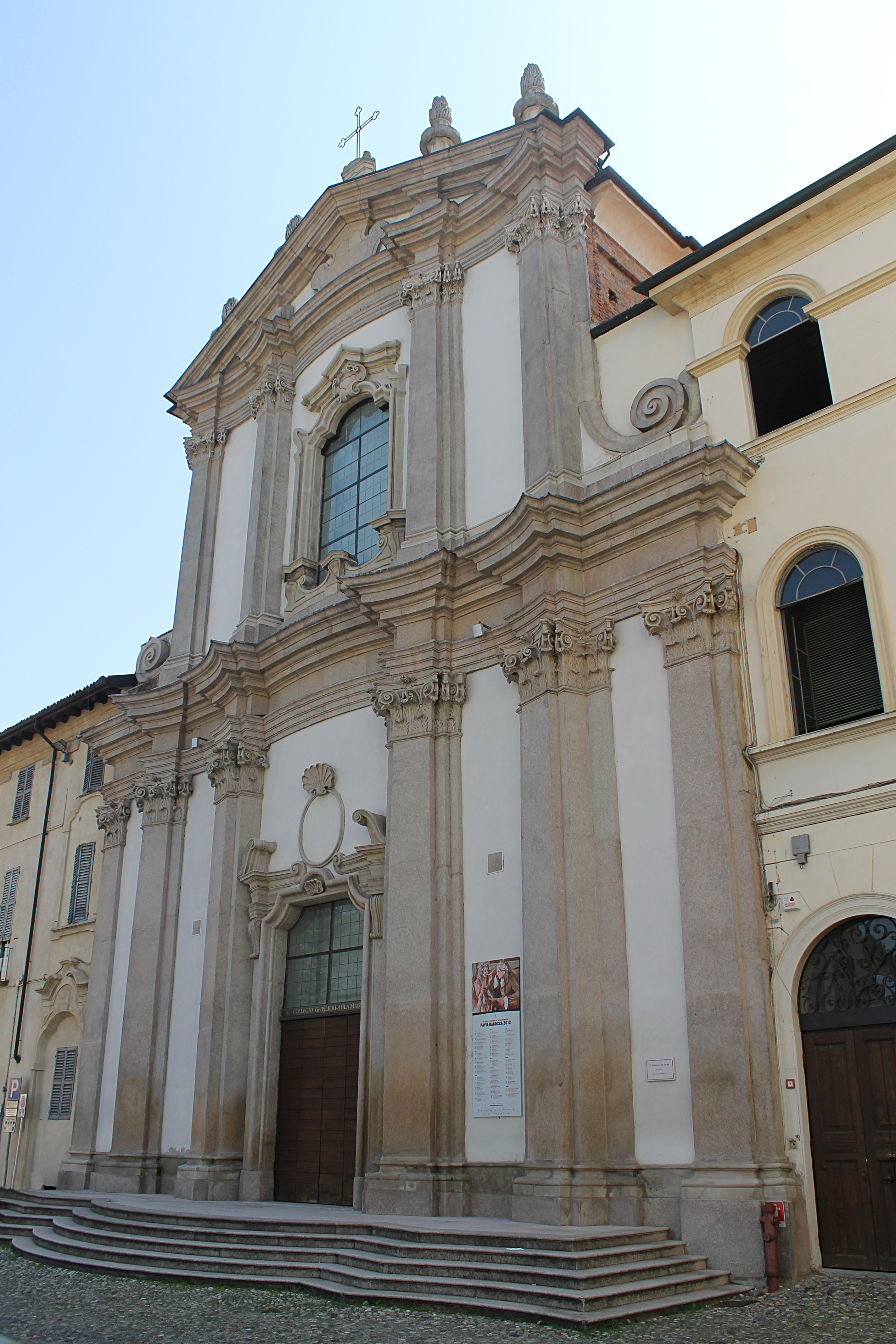
Chiesa San Francesco da Paola a Pavia

Marco Bianchi nacque a Roma intorno al 1690.
Fu attivo soprattutto nella prima metà del XVIII secolo e in provincia di Milano, ma poche sono le sue opere sopravvissute e poco rilevanti.
Sicura è la sua nascita romana, anche perché non risultò iscritto nel Collegio degli ingegneri ed architetti a cui erano ammessi solo i nativi del ducato di Milano.
Bianchi si dimostrò un valido e originale rappresentante del "Barocchetto fiorito" lombardo, il cosiddetto "teresiano", per la sua capacità di coniugare l'eleganza e la brillante originalità, come evidenziò nella chiesa di San Francesco di Paola a Milano, realizzata dal 1728 al 1735, che rassomigliò nella forma della sua pianta alla cassa di un violino. Nel 1735 la chiesa era però ancora incompleta, dato che mancavano l'altare maggiore, i capitelli delle lesene e il pavimento era ancora in terra battuta.
Sempre a Milano Bianchi terminò la facciata della chiesa di Sant'Alessandro in Zebedia (1728-1735), ideando, oltre l'ordine inferiore, un coronamento superiore, leggero e ondulato, nello stile del barocchetto lombardo.
Negli stessi anni Bianchi costruì la facciata della chiesa di San Marco a Pavia, nota come chiesa di San Francesco di Paola, i cui lavori iniziarono nel 1714 e nel 1725 fu ultimata la struttura della chiesa, nel 1729 la sagrestia e nel 1730 il convento. Bianchi firmò un ulteriore contratto nel 1734 per la pavimentazione della chiesa e l'anno seguente per la facciata.
Invece la chiesa di San Bartolomeo (1733-1735) a Milano non è più eretta dal 1861 e di essa si conserva solamente un'incisione di Dal Re; mentre nella ristrutturazione e nella costruzione della facciata della chiesa di San Pietro Celestino a Milano, Bianchi si ispirò al modello presente in San Francesco da Paola, anche se l'interno sembrò anticipare il neoclassicismo. La chiesa fu costruita a partire dal 1735.
Tra le altre opere di Bianchi si può menzionare l'altare di Santa Maria della Consolazione (detta anche Santa Maria al Castello o Madonna del Castello per la sua vicinanza al Castello Sforzesco); inoltre Bianchi fu interpellato dalla Veneranda Fabbrica del Duomo di Milano per un giudizio sullo stile della facciata, dell'architetto romano è conservato a Milano un disegno di facciata in stile Barocco.

## Opere
- Facciata della chiesa di San Marco a Pavia, nota come chiesa di San Francesco di Paola (1714-1734);
- Chiesa di San Francesco di Paola a Milano (1728-1735);
- Facciata della chiesa di Sant'Alessandro in Zebedia (1728-1735);
- Chiesa di San Bartolomeo a Milano (1733-1735);
- Facciata della chiesa di San Pietro Celestino a Milano (dal 1735).